# Ubagan
Az Ubagan (kazak nyelven Обаған, orosz nyelven Убаган) folyó Kazahsztán északi vidékén és kisebb részben Oroszország ázsiai részén, délnyugat-Szibériában, a Tobol jobb oldali mellékfolyója.

## Földrajz
Hossza: 376 km, vízgyűjtő területe: 50 700 km², évi közepes vízhozama a torkolatnál csupán 2,43 m³/s. 
Kazahsztánban egy kisebb tóból ered. Felső szakaszán keresztül folyik a 60 km hosszú Kuszmurin tavon (Құсмұрын, oroszul: Кушмурун, Kusmurun-tó), majd a Turgaj-völgyben észak felé folytatja útját. Alsó folyásán lép orosz területre és ott éri el a Tobolt, 909 km-re (vagy 902 km-re) annak torkolatától.
Vízgyűjtő területén több nagy sóstó található. Az éghajlat mérsékelten kontinentális, csapadékban szegény, hideg téllel és forró nyárral. 